# Экономика Иркутска
Экономика Иркутска — Иркутск один из важнейших экономических центров Восточной Сибири.  Экономика города базируется в основном на торговле и промышленности. В пределах Иркутской агломерации на 2016 год проживает 1,1 млн человек.
На 2007 год в сфере услуг было занято почти 80 % работающего населения. Средняя зарплата в 2023 году —  58,8 тысяч рублей; прожиточный минимум — 15238 рублей. На долю торговли приходится 45 % всей экономики города; ведущие отрасли производства — машиностроение и пищевая продукция. Средняя рыночная стоимость 1 м² жилья в 2023 году на вторичном рынке жилья — 86,743 рубля.
В Иркутске расположены штаб-квартиры Восточно-Сибирской железной дороги, «Иркутскэнерго», «Востсибуголь», «Иркутской нефтяной компании»; главный офис Байкальского банка Сбербанка России. Научно-исследовательский центр «Иргиредмет» оказывает сопровождение при добыче и переработке металлических руд и алмазов.

## Бюджет
В целом доходная часть бюджета города на 2019 год составила — 16 млрд 314 млн руб., расходная — 16 млрд 803 млн руб.
Бюджет на 2023 год и плановый период 2024 и 2025 годов был принят в ноябре 2022 года. Доходы бюджета на 2023 год в исходном варианте были запланированы в размере 28,24 млрд рублей (в том числе 14,37 млрд трансфертов из областного бюджета), расходы — 28,67 млрд. Дефицит бюджета города Иркутска в сумме 430 000,0 тыс. руб., или 3,1 процента утвержденного общего годового объема доходов бюджета города Иркутска без учета утвержденного объема безвозмездных поступлений.

## Промышленность
«Иркутскэнерго» — крупнейшая в России энергетическая компания: объединяет 3 гидроэлектростанции ангарского каскада мощностью 9 ГВт, тепловые электростанции мощностью 3,9 ГВт, а также угольные разрезы и теплосети области. Входит в группу Русал. Иркутская ГЭС вырабатывает 4,1 млрд кВт⋅ч в год, на ней занято около 150 человек. Компания «Востсибуголь» является крупнейшим производителем и поставщиком каменного и бурого угля в области из 6 угольных разрезов; входит в компанию «Иркутскэнерго».
Ведущее промышленное предприятие — Иркутский авиационный завод, давший название нынешней российской авиастроительной корпорации «Иркут». Завод изготавливает самолёты военной и гражданской авиации, в частности, экспортные боевые самолёты Су-30 и учебно-боевые Як-130. Производит компоненты для самолётов Airbus A320 и разворачивает производство российского аэробуса МС-21. На предприятии занято около 12 тысяч человек.
Иркутский завод тяжёлого машиностроения изготавливает золотодобывающее, горно-обогатительное и металлургическое оборудование. В штате около 700 человек. 
Иркутский релейный завод — предприятие оборонно-промышленного комплекса, изготавливает коммутационную технику. Находится в перечне стратегических предприятий оборонно-промышленного комплекса России.
В области производства строительных материалов действуют крупные компании: «Иркутский завод сборного железобетона» и «Иркутский керамический завод». 
«Иркутский завод дорожных машин» выпускает специальную технику для ремонта дорожного покрытия, уборки снега[значимость факта?].
Пищевая промышленность представлена Иркутским масложиркомбинатом, мясокомбинатом «Иркутский», «Иркутской мясной компанией» и Иркутским молокозаводом, Иркутским хлебозаводом, кондитерской фабрикой «Ангара», а также пивоварней «Пивоварня Хейнекен Байкал», филиала компании Хейнекен.

## Торговля
В 2011 году действовало 994 магазина, 13 розничных рынков, 65 торговых центров, 302 киоска и 622 торговых павильона; оборот розничной торговли составил 102,3 млрд рублей. Уровень потребительских цен в Иркутске на 3 % выше, чем в целом по России, и выше, чем в Красноярске и Новосибирске.
Сети супермаркетов: «Кентавр», владеющий 30 супермаркетами «SPAR» и «Цезарь», «Маяк» — 54 супермаркетами «Слата», «Сибирская компания» — 10 супермаркетами «Багира». Действует 877 предприятий общественного питания, в том числе 55 ресторанов. Открыты сети быстрого обслуживания под международными марками Subway, Papa Johns, KFC, «Бростер Фуд» и другие.

## Транспорт
Через левый берег Ангары по городу проходит 4-полосная федеральная автодорога «Байкал» М53 М55 AH6 Новосибирск — Чита. С правого берега уходят областные трассы Р418 на посёлок Усть-Ордынский, по Александровскому тракту — на Усть-Уду, по Байкальскому тракту — на Листвянку. К западу в направлении Шелехова проходит обход Иркутска. До 2020 года планируется создание кольцевых автомобильных дорог внутри и за пределами города.
Транспортные переходы через Ангару проходят по плотине ГЭС и трём мостам — Глазковскому в центре, построенному по проекту московского архитектора И. Француза, а также Иннокентьевскому и Академическому. Железнодорожный мост проходит через реку Иркут. Действует несколько подземных пешеходных переходов и два надземных. В 2008 году на долю иномарок приходилось 66 % парка всех легковых автомобилей. На 2012 год в городе зарегистрировано 208 тысяч автомобилей. В 2011 году на дорогах города погибло 78 человек.
Речной транспорт по обеим сторонам плотины ГЭС на Ангаре, не имеющей шлюзов, представлен двумя речными вокзалами: вокзалом «Ракета» выше плотины для экскурсионных туров в сторону Байкала и речным вокзалом в центре города для сообщения по Ангаре ниже плотины. С июня по сентябрь регулярно курсируют пассажирские теплоходы на Братск и Большие Коты. От речного порта в предместье Марата Восточно-Сибирским речным пароходством осуществляются пассажирские перевозки по бассейну Байкала, а также грузоперевозки черемховского угля, леса и строительных материалов до Макарьева.

### Городской
Общественный транспорт города представлен муниципальными предприятиями «Иркутскавтотранс» и трамвайно-троллейбусным «Иркутскгорэлектротранс», 235 частными перевозчиками. Парк муниципальных автобусов насчитывает 182 автобуса, в том числе 101 автобус большой вместимости и 81 средней вместимости. Помимо автовокзала имеется автостанция в удалённом микрорайоне Ново-Ленино.
Действует 98 городских автобусных, одиннадцать троллейбусных и семь трамвайных маршрутов. В 2009 году на автобусные линии выходили 1400 частных автобусов и микроавтобусов; которые перевезли 49 % от общего объёма пассажиров, муниципальным транспортом — 51 % пассажиров.
Трамвай появился в 1947 году. 7 маршрутов общей длиной 66 км охватывают преимущественно правый берег Ангары, включая центр, соединяя его с левым берегом линией на вокзал и Студгородок. 37 трамваев на линиях ежедневно перевозят более 70 тысяч пассажиров.
Троллейбус появился в 1970 году. 11 маршрутов связывают с центром удалённые районы, кроме Ленинского округа. Ежедневно на линию выходит 55 троллейбусов. С июня 2016 года в тестовом режиме запущен троллейбус на автономном ходу в пригород Иркутска посёлок Молодёжный Иркутского района.
Услуги обычного такси оказывает более 100 таксомоторных компаний. Износ подвижного состава муниципального пассажирского транспорта в 2011 году составил: по троллейбусам — 12 %, автобусам — 42 %, трамваям — 86 %.

### Междугородный
Иркутск — железнодорожный узел Транссибирской магистрали, место размещения управления Восточно-Сибирской железной дороги. В городе имеется два вокзала — на станциях Иркутск-Пассажирский и Иркутск-Сортировочный, на которых останавливаются все пассажирские поезда. Грузовые поезда идут в обход основной части города по объездному пути Иркутск-Сортировочный — Гончарово. В пределах города также расположены станции Кая, Военный городок, Батарейная и 8 остановочных пунктов. Вокзал станции Иркутск-Пассажирский — памятник архитектуры, был перестроен в 1907 году. В сутки станция пропускает около восьми тысяч пассажиров пригородных электропоездов и поездов дальнего следования. С вокзала отправляются туристические поезда «Кругобайкальский экспресс» и «Байкальский круиз» в путешествие по КБЖД от станции Култук до конечной станции Порт Байкал. Пригородное сообщение осуществляется по двум направлениям: Ангарскому на северо-запад до Зимы и Шелеховскому на юго-запад до Слюдянки. Электропоезда используются также в качестве внутригородского транспорта. В отдалённой перспективе до 2030 года планируется создание скоростного движения между Иркутском и Красноярском.
Аэропорт Иркутск действует с 1925 года (статус международного — с 1954 года), расположен в черте города в 5 км от центра. Из него осуществляются регулярные и чартерные рейсы во многие города России, страны Европы и Азии, а также в северные районы области. Пассажиропоток в 2011 году составил 1,26 млн человек. В аэропорту базируются местные авиакомпании: «ИрАэро» — осуществляет перелёты по России, и «Ангара» — производит полёты по области и в близлежащие регионы. В Ленинском округе на территории авиазавода действует испытательный аэродром Иркутск-2. Строительство аэропорта Иркутск-Новый в 24 км к северо-востоку от города откладывается на неопределённый срок из-за отсутствия федерального финансирования.
За период с 1952 по 2006 год в городе и вблизи него произошло свыше 20 авиакатастроф, за что Иркутск приобрёл славу «города падающих самолётов». Среди крупных происшествий — катастрофа грузового самолёта Ан-124, упавшего на жилые дома в 1997 году, и пассажирского самолёта А-310, пробившего бетонное ограждение во время посадки в 2006 году.

## Коммунальное хозяйство
Муниципальный заказ по текущему содержанию дорог выполняет муниципальное предприятие «Иркутскавтодор». В год образуется около 2,1 млн м³ твёрдых отходов. Полигон твёрдых бытовых отходов имеет площадь 47 га, расположен на 7-м км Александровского тракта. Вывоз бытовых отходов осуществляют компании МУП «Спецавтохозяйство», компании «Пётр и компания», «Чистый город» и другие. Газораспределительная система на территории города отсутствует. По правобережной периферии города проходит керосинопровод Ангарск — аэропорт «Иркутск». На 2014 год запланировано строительство газопровода Чиканское газоконденсатное месторождение — Саянск — Иркутск. На рынке услуг по управлению многоквартирными домами управляющие компании занимают 79 %, ТСЖ — 18 %. Важную хозяйственную роль в жизнедеятельности Иркутска играет Ангара, которая питает город водой, тепло-, электроэнергией, и одновременно является приёмником сточных вод.

### Электро- и теплоснабжение
Источники электроснабжения — Иркутская ГЭС и Ново-Иркутская ТЭЦ. Подача электричества потребителям производится с четырёх подстанций 220 кВ, двадцати трёх ПС-110 кВ и двенадцати ПС-35 кВ. Основной поставщик электроэнергии — «Иркутская энергосбытовая компания». Сети обслуживаются компанией «Южные электрические сети». Тарифы для населения остаются относительно низкими (82 копейки за кВт/ч в 2 полугодии 2014 года).
Источники теплоснабжения: Ново-Иркутская ТЭЦ, более 100 котельных, около 40 электрокотельных. Всего в эксплуатации — 475 км тепловых сетей. На выработку электроэнергии и тепла приходится до 88 % твёрдого топлива и около 13 % мазута. На начало 2010 года 30 % тепловых сетей находились в ветхом состоянии, срок эксплуатации большинства сетей превышал возраст 25—30 лет. В Ленинском округе действует три системы централизованного теплоснабжения — котельные районов Ново-Ленино, Иркутск-II и Жилкино. Остальные округа получают тепло от Иркутской ТЭЦ. Предместья Рабочее и Радищево обогреваются квартальными котельными. Отопительный сезон начинается 15 сентября и длится 240 суток.

### Водоснабжение и водоотведение
Централизованное водоснабжение существует с 1904 года. МУП «Производственное управление водопроводно-канализационного хозяйства» обеспечивает население и предприятия питьевой водой, осуществляет водоотведение и очистку сточных вод. Основной источник водоснабжения — поверхностные воды из Иркутского водохранилища в черте города, забор воды из которого осуществляют 2 узла — «Ерши» и «Сооружение № 1». Основной водозабор — Ершовский открыт в 1971 году, расположен в районе Ершовского залива в 2 км от плотины ГЭС, мощность — 210 тыс. м³/сутки, оператор — МУП «ПУ ВКХ». Водозабор обеззараживает воду хлором и подаёт её в сети Иркутска и Шелехова. «Сооружение № 1» мощностью 270 тыс. м³/сутки установлено в теле плотины Иркутской ГЭС, оно снабжает водой Ново-Иркутскую ТЭЦ. В микрорайоне Зелёном действует водозабор Ушаковского месторождения подземных вод мощностью до 5 тыс. м³/сутки. Протяжённость водопроводных сетей — 728 км, 50 % которых в 2010 году были полностью изношены. 46 % от общего объёма реализуемой приходится на население, 34 % — предприятия энергетики, 12 % — на промышленные предприятия, 8 % — организации коммунально-бытового назначения. Байкальская питьевая вода характеризуется низкой жёсткостью и низкой минерализацией: практически отсутствием железа, цинка и меди.
Централизованное водоотведение в городе появилось в 1955 году. Система канализации подразделяется на левобережный (288 тыс. м³/сутки) и правобережный бассейны (223,5 тыс. м³/сутки). Протяжённость канализационных сетей — 714,8 тыс. метров, из которых 47 % в начале 2010 года были полностью изношены. Очистные сооружения принимают 472 тыс. м³/сутки (при проектной мощности — 150 тыс. м³/сутки). Четверть всех канализационных стоков города сбрасывается в Ангару без очистки. Система ливневой канализации децентрализована, развита в основном в центральной части города и в Октябрьском округе, принимает 73 % от общего объёма водостока. Протяжённость коллекторов в 2010 году составил 62 км, 30 % коллекторов находились в аварийном состоянии; имелось 56 организованных выпусков, в том числе 39 — на берегу Ангары.

## Связь
Крупнейшие операторы проводного интернета: «МТС», «Ростелеком», «Связьтранзит», «Деловая сеть — Иркутск», «Мегаполис-Телеком», «Иркнэт-Телеком», «Сибтелеком», «Байкал-Телеком», «Ориент-Телеком» и «Дом.ru». В 2011 году в многолюдных местах города стал появляться бесплатный Wi-Fi.
Услуги стационарной телефонной связи оказывают более 20 операторов, в том числе «Ростелеком», «Связьтранзит», «Сибтелеком», «Таксофон» и другие. Количество телефонных номеров стационарной связи составляет 221 тысячу, в том числе квартирных телефонов — 173 тысячи. Мобильная связь представлена операторами сотовой связи «МегаФон», «МТС», «БиЛайн», «TELE2».

## Туризм
Въездной туризм в Иркутске носит преимущественно транзитный характер по пути на Байкал. Иностранные туристы задерживаются в городе в среднем на 1,5—2 дня, большинство из них — путешественники из Китая, Германии и Японии. 70 % туристического потока приходится на летний сезон, пик нагрузки — на время проведения Байкальского экономического форума в сентябре. В 1980-е годы город ежегодно посещало свыше 40 тысяч иностранцев.
Номерной фонд гостиниц и аналогичных средств размещения в 2011 году составил 3,9 тыс. мест. Действует 72 туроператора. В сфере туризма занято 23,4 тыс. человек. Из гостиниц международного уровня открыт четырёхзвёздочный отель сети Marriott. Среднегодовая загрузка гостиниц не превышает 40 %.
Ежегодно проходит туристическая выставка «Байкал-Тур». Санаторно-курортное лечение оказывают курорт «Ангара», санатории «Иркут», лёгочно-туберкулёзный «Синюшина Гора» и детский «Подснежник». В окрестностях города расположен архитектурно-этнографический музей «Тальцы».